# Служанки (пьеса)
«Служа́нки» (фр. «Les Bonnes») — пьеса Жана Жене, впервые поставленная Луи Жуве в театре «Атеней» весной 1947 года.
В СССР и на постсоветском пространстве получила громкую известность благодаря постановкам Романа Виктюка.

## Сюжет
Служанки в доме Мадам — сёстры Клер и Соланж Лемерсье — тайно донесли в полицию на Мсьё. В отсутствие хозяйки, страдающей по томящемуся в тюрьме супругу, служанки разыгрывают между собой сцены убийства Мадам, облачаются в её наряды и пародируют её манеру говорить. Неожиданно для них Мсьё временно выпущен на свободу — и служанки, понимая, что им грозит скорое разоблачение, решают отравить хозяйку, добавив яд в липовый отвар. В итоге гибнет Клер, принявшая яд вместо Мадам.

## История создания

### Две версии текста
Текст «Служанок» был опубликован в майском номере журнала «Арбалет» / «L’Arbalète» (№ 12, 1947) с посвящением писательнице и подруге Виолетт Ледюк.
О тексте, получившемся после переработки пьесы во время репетиций с Жуве, драматург замечал, что он был «написан из тщеславия, но в тоске»
В 1954 году Жан-Жак Повер публикует обе редакции пьесы, — в письме к издателю автор высказывает предпочтение ранней — «болтливой», по характеристике самого Жене, — версии «Служанок».
Однако все последующие переиздания «Служанок» будут воспроизводить с небольшими изменениями более краткую «версию Жуве».

## Драматургия Жене итеатр абсурда
Некоторые исследователи склонны относить драматургию Жене к пьесам т. н. «театра абсурда», — прежде всего на том основании, что хронологически публикация его пьес совпадает с выходом в свет первых пьес Э. Ионеско («Лысая певица», 1948-1950) и С. Беккета «В ожидании Годо» (1949).
Другой аргумент заключается в общности построения этих пьес. В пьесах Жене, как и в абсурдистских пьесах, «действие всегда логично и последовательно, устремлено к единой цели и идее» (М.Эслин). При этом действия персонажей и в тех и других пьесах не поддаются объяснению с точки зрения бытовой логики. Драматурги подчеркивают иллюзорность происходящего, абсурдность отношений между людьми

## Адаптации

### Первая постановка
- 1947, 19 апреля — Луи Жуве, на сцене театра «Атене» / Théâtre de l’Athénée.
  - Художник — Кристиан Берар / Christian Bérard.
  - Исполнители:
    - Моник Мелинан / Monique Mélinand — Соланж
    - Иветт Этьеван / Yvette Etiévant — Клэр
    - Иоланда Лаффон / Yolande Laffon — Мадам

#### История постановки
На премьере в первом действии играли «Служанок», во втором — комедию Жана Жироду «Аполлон де Беллак» / «L’Apollon de Bellac». Жене был разочарован спектаклем.

#### Приём критикой
Исследователь театра Жене Е. Гальцова отмечает, что в прессе появилось около пятидесяти отзывов на представление, что само по себе — грандиозный успех для молодого автора. Критики расхваливали декорации Берара и игру актрис, тогда как самого автора пьесы обвиняли в «грубости, вычурности, вульгарности, тошнотворности, упадничестве, зловонности, галиматье и пр.» — и влиянии на него Жана Кокто.
У начинающего драматурга нашлись сторонники: Тьери Монье увидел в пьесе «дар языка, внезапно свалившийся на вечно немых», Жана Тардье восхитила её скандальность.
Виолетт Ледюк / Violette Leduc, которой были посвящены «Служанки», не присоединилась к хору голосов близких друзей, стремившихся похвалить и пьесу, и спектакль — она предпочитала романы Жене. Драматург очень обиделся и впоследствии снял посвящение.

### Театр
- 1954, 13 января — Таня Балашова ставит «Служанок» в Театре «Юшетт» / Théâtre de la Huchette.
  - Исполнители:
    - Альберта Тайад / Alberte Taillade
    - Таня Балашова — Соланж
    - Татьяна Мухин / Tatiana Moukhine

Режиссёр использовала раннюю и более расширенную версию пьесы — ту, что была изначально предложена для постановки Луи Жуве и напечатана в журнале.
Спектакль, в котором играли замечательные актрисы, не вызвал у Жене большого восторга, критика же приняла его, в целом, более благожелательно, чем самое первое представление пьесы.
- 1965 — реж. Дж. Бек / Julian Beck, Джудит Малина, — «Ливинг Тиэтр» / The Living Theatre
- 1965 — реж. Виктор Гарсиа / Victor Garcia, Париж

### В России
- 1988 — первый спектакль Ж. Жене на русской сцене. «Служанки» Р. Виктюка в «Сатириконе» (1988). Постановка пьесы стала театральным событием и явилась манифестом новой театральности. Благодаря разработке особой актёрской пластики Валентином Гнеушевым, хореографии Аллой Сигаловой, подбору музыки Асафом Фараджевым, костюмам Аллы Коженковой, гриму Льва Новикова, — в сочетании с актёрской игрой Константина Райкина (Соланж), Николая Добрынина (Клер), Александра Зуева (Мадам) и Сергея Зарубина (Мсьё), — режиссёру удалось создать исключительно яркий спектакль и заявить о возможности нового театрального языка и постановочного стиля. Этот спектакль был показан во многих странах и собрал восторженные отзывы мировой прессы.
- 1990 — «Служанки». Театр-студия «Воскресная школа», Таганрог. Режиссёр Владимир Рогульченко, сценография Юрия Шабельникова.
- 1992 — свою вторую постановку «Служанок» Р. Виктюк осуществил на сцене созданного им собственного театра в 1992 году, с новым составом исполнителей и в другой хореографии .
- 2003 — Театральная Лаборатория Вадима Максимова поставила спектакль «Служанки» (первая редакция). Соланж — Оксана Свойская, Клер — Злата Семёнова.
- 2006 — третья редакция «Служанок» Виктюка[3] — 2006 год [4].
- 2019 — Творческая студия «Кино — Театръ» Режиссёр-хореограф Анна Муллан поставила спектакль «MAIDS». Соланж — Ольга Шеина, Клер — Ульяна Донскова, Мадам — Ксения Огарь. Хореограф — Ирина Шульженко
- 2021 — Молодёжный театр «Подмостки». Режиссёр-постановщик Шадрин Андрей поставил спектакль «Служанки». Соланж — Курицына Полина, Клер — Барышникова Дина, Мадам — Попова Полина, Мьсё — Куклинский Григорий.

2023 — Камерный драматический театр 
Режиссёр — Яков Рубин.  Соланж - Мария Иваненко,  Клэр - Анна Карпунова,  Мадам - Ирина Джапакова.

### Кино и телевидение
- 1962 — Stuepigerne, — реж. Hans-Henrik Krause / Hans-Henrik Krause, Дания (ТВ)
- 1964 — Die Zofen, — реж. Томас Энгель / Thomas Engel, ФРГ (ТВ)
- 1966 — Jungfruleken, — реж. Гёста Фолке / Gösta Folke, Швеция
- 1975 — The Maids, — реж. Кристофер Майлз / Christopher Miles, Великобритания. В ролях: Гленда Джексон (Соланж), Сюзанна Йорк (Клер), Вивьен Мерчант (Мадам), Марк Бёрнс (Мсьё)
- 2006 — Постановка: Роман Виктюк. Режиссёр: Александр Зуев. В ролях: Дмитрий Бозин, Александр Солдаткин, Алексей Нестеренко, Иван Никульча[5].

### Опера
«The Maids», — камерная опера в одном акте, шведского композитора Питера Бенгстона / Peter Bengtson. Либретто Рагнара Лица / Ragnar Lyth, по пьесе Ж. Жене.

#### Действующие лица
- Клэр — колоратурное сопрано или контр-тенор
- Соланж — меццо-сопрано или высокий баритон
- Мадам — контральто или бас-профундо

#### Постановки
- 1994, март — «The Maids» / «Jungfrurna» — Шведская королевская опера, Стокгольм, Швеция. Постановка: Рагнар Лиц / Ragnar Lyth. Дирижёр: Никлас Виллен / Niklas Willén. Исполнители: Анна Эклунд-Тарантино / Anna Eklund-Tarantino (Клэр); Эва Пилат / Eva Pilat (Соланж); Гунилла Сёдерштрём / Gunilla Söderström (Мадам).
- 1996, 3 мая — «Die Zofen» — Theater Vorpommern, Штральзунд, Германия. Постановка: Генриетта Семшдорф / Henriette Sehmsdorf. Дирижёр: Эккехард Клемм / Ekkehard Klemm.
- 2003, 9 марта — «Les Bonnes» — Анже-Нант Опера / Angers-Nantes Opéra, Анже, Франция. Сценография и костюмы: Эрик Шевалье / Éric Chevalier. Дирижёр: Джон Бурдекин / John Burdekin. Исполнители: Аделеид Финк / Adelheid Fink (Клэр); Дельфин Фишер / Delphine Fischer (Соланж); Дженис Мейерсон / Janice Meyerson (Мадам)[6].
- 2004, июнь — «The Maids» — Опера Цинциннати / Cincinnati Opera, Цинциннати, Огайо. Постановка: Николас Муни / Nicholas Muni. Дирижёр: Патрик Саммерс / Patrick Summers. Исполнители: Нэнси Аллен Лунди / Nancy Allen Lundy (сопрано) — Клэр; —  — Элисон МакХарди / Allyson McHardy (меццо-сопрано), — Соланж; Стефани Новачек / Stephanie Novacek (меццо-сопрано), — Мадам
- 2008 — «Die Zofen» — Театр Любека / Theater Lübeck, Любек, Германия. Постановка: Вольд Виддер / Wold Widder. Дирижёр: Франк Максимилиан / Frank Maximilian. Исполнители: Вероника Валднер / Veronika Waldner; — Донна Эллен / Donna Ellen; — Элеонора Виман / Elenor Wiman.

## Публикации пьесы на русском языке
- Жене Ж. Служанки: Пьеса в одном действии / Пер. Е.Наумовой // Театр парадокса [: сб. пьес:Ионеско, Беккет, Жене, Пинтер, Аррабаль, Мрожек ] / Сост. и автор предисл. И.Дюшен. М.: Искусство, 1991. ISBN 5-210-02472-5.
- Жене Ж. Служанки: Пьеса в одном действии / Пер. С.Макуренковой. М. : Академия, 1995. — 95 с.
- Жене Ж. Служанки [: первая редакция ] / Пер. А.Миролюбовой // [ Жене Ж. ] Театр Жана Жене: Пьесы, статьи, письма [: сб.]. СПб.: Гиперион; Гуманитарная Академия, 2001. С.49—84. ISBN 5-89332-034-4.